# Campionati serbi di ciclismo su strada
I campionati serbi di ciclismo su strada sono la manifestazione annuale di ciclismo su strada che assegna il titolo di Campione di Serbia. I vincitori hanno il diritto di indossare per un anno la maglia di campione serbo, come accade per il campione mondiale.

## Campioni in carica
| Uomini Elite | Uomini Elite   | Uomini Elite |
| ------------ | -------------- | ------------ |
| In linea     | Veljko Stojnić |              |
| Cronometro   | Dušan Rajović  |              |
| Donne Elite  |                |              |
| In linea     | Jelena Erić    |              |
| Cronometro   | Iva Pavlović   |              |

## Albo d'oro

### Titoli maschili
Aggiornato all'edizione 2024.
| Anno | Vincitore           | Secondo             | Terzo              |
| ---- | ------------------- | ------------------- | ------------------ |
| 2007 | Žolt Dér            | Dragan Spasic       | Predrag Prokić     |
| 2008 | Predrag Prokić      | Nebojša Jovanović   | Esad Hasanović     |
| 2009 | Ivan Stević         | Esad Hasanović      | Nebojša Jovanović  |
| 2010 | Žolt Dér            | Goran Smelcerovic   | Nebojša Jovanović  |
| 2011 | Žolt Dér            | Esad Hasanović      | Marko Stanković    |
| 2012 | Nikola Kozomara     | Goran Smelcerovic   | Djordje Stevanovic |
| 2013 | Ivan Stević         | Marko Danilović     | Bojan Durdic       |
| 2014 | Miloš Borisavljević | Ivan Stević         | Nebojša Jovanović  |
| 2015 | Ivan Stević         | Miloš Borisavljević | Gabor Kasa         |
| 2016 | Nikola Kozomara     | Nebojša Jovanović   | Dejan Maric        |
| 2017 | Dušan Kalaba        | Goran Antonijevic   | Milan Dragojevic   |
| 2018 | Dušan Rajović       | Marko Danilović     | Dušan Kalaba       |
| 2019 | Dušan Rajović       | Veljko Stojnić      | Marko Danilović    |
| 2020 | Đorđe Đurić         | Stefan Stefanović   | Vladimir Vulićević |
| 2021 | Dušan Rajović       | Stefan Stefanović   | Veljko Stojnić     |
| 2022 | Dušan Rajović       | Luka Turkulov       | Marko Danilović    |
| 2023 | Dušan Rajović       | Đorđe Đurić         | Veljko Stojnić     |
| 2024 | Ognjen Ilić         | Jovan Divnić        | Mihajlo Stolić     |
| 2025 | Veljko Stojnić      | Mihajlo Stolić      | Jovan Divnić       |

| Anno | Vincitore      | Secondo             | Terzo               |
| ---- | -------------- | ------------------- | ------------------- |
| 2007 | Esad Hasanović | Žolt Dér            | Goran Smelcerovic   |
| 2008 | Esad Hasanović | Žolt Dér            | Dragan Spasic       |
| 2009 | Žolt Dér       | Esad Hasanović      | Dragan Spasic       |
| 2010 | Esad Hasanović | Nikola Stefanovic   | Milanko Petrovic    |
| 2011 | Žolt Dér       | Esad Hasanović      | Nikola Stefanovic   |
| 2012 | Ivan Stević    | Nikola Kozomara     | Esad Hasanović      |
| 2013 | Esad Hasanović | Gabor Kasa          | Miloš Borisavljević |
| 2014 | non disputata  | non disputata       | non disputata       |
| 2015 | Gabor Kasa     | Miloš Borisavljević | Goran Antonijevic   |
| 2016 | Dušan Rajović  | Dušan Kalaba        | Stefan Stefanović   |
| 2017 | Dušan Rajović  | Stefan Stefanović   | Stevan Klisurić     |
| 2018 | Veljko Stojnić | Ognjen Ilić         | Andrej Galović      |
| 2019 | Ognjen Ilić    | Veljko Stojnić      | Stevan Klisurić     |
| 2020 | Veljko Stojnić | Ognjen Ilić         | Dušan Veselinović   |
| 2021 | Ognjen Ilić    | Stevan Klisurić     | Dušan Veselinović   |
| 2022 | Dušan Rajović  | Ognjen Ilić         | Veljko Stojnić      |
| 2023 | Ognjen Ilić    | Đorđe Đurić         | Veljko Stojnić      |
| 2024 | Dušan Rajović  | Ognjen Ilić         | Veljko Stojnić      |
| 2025 | Dušan Rajović  | Ognjen Ilić         | Đorđe Đurić         |

### Titoli femminili
Aggiornato all'edizione 2025.
| Anno | Vincitore        | Secondo               | Terzo             |
| ---- | ---------------- | --------------------- | ----------------- |
| 2011 | Jelena Erić      | Jovana Krtinic        | Dragana Kovacevic |
| 2012 | Jovana Crnogorac | Jelena Erić           | Dragana Kovacevic |
| 2013 | Ivana Kostic     | Ivana Miucic          | -                 |
| 2014 | Jelena Erić      | Milica Rakic          | Ivana Kostic      |
| 2015 | Maja Markovic    | Dragana Kovacevic     | Slavica Šestic    |
| 2016 | Jelena Erić      | Milica Jankovic       | Maja Savić        |
| 2017 | Jelena Erić      | Jana Jolovic          | Ivana Kostic      |
| 2018 | Jelena Erić      | Teodora Savic-popovic | Jana Jolovic      |
| 2019 | Jelena Erić      | Ivana Vilim           | Maja Savić        |
| 2020 | Ivana Vilim      | Maja Hadzi-ilic       | Marijana Urošević |
| 2021 | Jelena Erić      | Sara Počuča           | Marijana Urošević |
| 2022 | Jelena Erić      | Jana Jolovic          | Petra Galijan     |
| 2023 | Jelena Erić      | Bojana Jovanović      | Tamara Simanović  |
| 2024 | Jelena Erić      | Iva Pavlović          | Bojana Jovanović  |
| 2025 | Jelena Erić      | Bojana Jovanović      | Irina Stevanović  |

| Anno | Vincitore         | Secondo               | Terzo                |
| ---- | ----------------- | --------------------- | -------------------- |
| 2012 | Jovana Crnogorac  | Dragana Kovacevic     | Valentina Nestorović |
| 2013 | Maja Markovic     | Ivana Kostic          | Danijela Posloncec   |
| 2014 | Jelena Erić       | Milica Rakic          | Maja Markovic        |
| 2015 | Maja Markovic     | Slavica Šestic        | -                    |
| 2016 | Jelena Erić       | Ksenija Bubnjevic     | Maja Markovic        |
| 2017 | Jelena Erić       | Jovana Crnogorac      | Maja Hadzi-ilic      |
| 2018 | Jelena Erić       | Teodora Savic-popovic | Ivana Vilim          |
| 2019 | Jelena Erić       | Maja Savić            | Ivana Vilim          |
| 2020 | Ivana Vilim       | Marijana Urošević     | Valentina Nestorović |
| 2021 | Sara Počuča       | Marijana Urošević     | Ivana Vilim          |
| 2022 | Aleksandra Sovilj | Marijana Urošević     | Agota Ferenc         |
| 2023 | Jelena Erić       | Irina Stevanović      | Marijana Urošević    |
| 2024 | Irina Stevanović  | Katarina Marinac      | Bojana Jovanović     |
| 2025 | Iva Pavlović      | Irina Stevanović      | Bojana Jovanović     |